# Bai Suocheng
Bai Suocheng ou Bai Xuoqian (chinês: 白所成, pinyin: Bái Suǒchéng; birmanês:  ပယ်ဆောက်ချိန်; nascido em 1 de abril de 1950) é um político de Kokang, do Estado de Shan, Mianmar. Foi um ex-vice-comandante do Exército da Aliança Democrática Nacional de Myanmar, e mais tarde tornou-se parlamentar do Amyotha Hluttaw representando Laukkai e o primeiro líder da Zona Auto-Administrativa de Kokang. Em 2024, ele foi extraditado para a China por administrar centros de golpes online e por telefone.

## Carreira
Bai Suocheng foi um vice-comandante do Exército da Aliança Democrática Nacional de Myanmar que ajudou Pheung Kya-shin a expulsar Yang Mao-liang da liderança em 1992. Mais tarde, ele tentou substituir o próprio Pheung com o apoio do governo de Mianmar.  Bai aliou-se ao Tatmadaw (Forças Armadas de Mianmar) para expulsar Pheung durante o incidente de Kokang em 2009, que durou três dias. Os remanescentes do Exército da Aliança Democrática Nacional foram reorganizados nas Forças da Guarda Fronteiriça #1006 sob a supervisão de Bai posteriormente.
Bai foi eleito parlamentar do Amyotha Hluttaw representando o círculo eleitoral n.º 2 de Laukkai durante as eleições gerais de 2010. O acordo de Bai levou à formação da Zona Autoadministrada de Kokang em 20 de agosto de 2010, onde Bai tornaria-se seu primeiro chefe.
Sob seu governo, a região tornou-se conhecida pelo tráfico de drogas e armas. Bai não era muito popular e sobreviveu a uma tentativa de assassinato em março de 2012. O adjunto de Bai, Liu Gaoxi, foi eleito nas mesmas eleições gerais em 2010 e era conhecido pelo seu envolvimento com o narcotráfico. Bai Suocheng, seus filhos e associados dominavam um império empresarial multibilionário de hotéis e cassinos, incluindo operações de jogos de azar online. Esses negócios se estendem ao estado de Kayin e internacionalmente a Sihanoukville, Camboja. Os registros judiciais chineses ouviram vários casos envolvendo as empresas da família Bai e Liu relacionados a jogos de azar, contrabando e sequestro a partir de hotéis e cassinos de Kokang.
Em 10 de dezembro de 2023, a China emitiu um mandado de prisão contra ele. Posteriormente, foi preso pelas autoridades de Mianmar, que o transferiram junto com outras nove pessoas, incluindo seu filho Bai Yingcang, para a China em 30 de janeiro de 2024.